# Лучин (Житомирская область)
Лу́чин (укр. Лучин) — село в Житомирском районе Житомирской области Украины.

## География

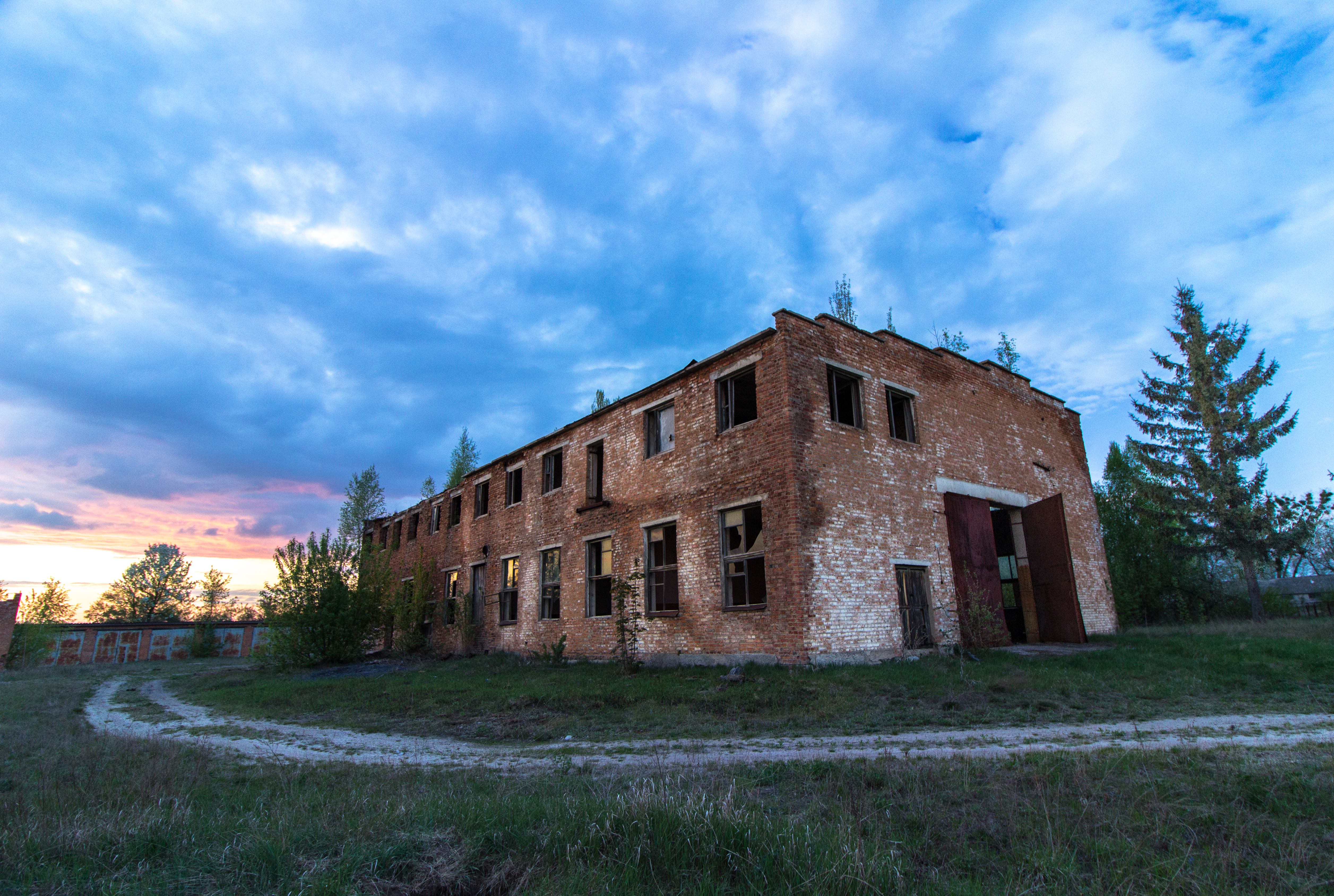
Здание

Река Калиновка делит Лучин на две части. Село занимает площадь 3,501 км².

## История
Село основано в 1612 году.

## Население
Население Лучина по переписи 2001 года составляет 391 человек.

## Местный совет
Корнин — административный центр Корнинська ОТГ.
Адрес местного совета:13514, Житомирська обл., Попільнянський р-н, смт Корнин, вул. Соборна, буд. 19

## Инфраструктура
На территории села есть магазины и Дом творчества.